# Rolieiro-de-barriga-azul
O rolieiro-de-barriga-azul (Coracias cyanogaster) é uma espécie de ave da família Coraciidae. 
Distribui-se pela África subsariana, desde o Senegal até à República Democrática do Congo.

## Subespécies
A espécie é monotípica (não são reconhecidas subespécies).